# Hrastje
 Ovo je glavno značenje pojma Hrastje. Za druga značenja pogledajte Hrastje (razdvojba).
Hrastje je naseljeno mjesto u Republici Hrvatskoj u Zagrebačkoj županiji. 

## Zemljopis
Administrativno je u sastavu grada Svetog Ivana Zeline. Naselje se proteže na površini od 2,14 km². 

## Stanovništvo
Prema popisu stanovništva iz 2001. godine u Hrastju živi 211 stanovnika i to u 66 kućanstava. Gustoća naseljenosti iznosi 98,60 st./km².
| broj stanovnika | 137   | 170   | 177   | 221   | 241   | 267   | 249   | 264   | 283   | 283   | 266   | 265   | 264   | 245   | 211   | 193   | 207   |
|                 | 1857. | 1869. | 1880. | 1890. | 1900. | 1910. | 1921. | 1931. | 1948. | 1953. | 1961. | 1971. | 1981. | 1991. | 2001. | 2011. | 2021. |